# Prat-Bonrepaux
Prat-Bonrepaux is een gemeente in het Franse departement Ariège (regio Occitanie). De plaats maakt deel uit van het arrondissement Saint-Girons. Prat-Bonrepaux telde op 1 januari 2022 858 inwoners.

## Geschiedenis
Prat-Bonrepaux was onderdeel van het kanton Saint-Lizier tot dit op 22 maart 2015 werd opgeheven en de gemeente werd opgenomen in het op diezelfde dag gevormde kanton Portes du Couserans.

## Geografie
De oppervlakte van Prat-Bonrepaux bedroeg op 1 januari 2022 14,43 vierkante kilometer; de bevolkingsdichtheid was toen 59,5 inwoners per km².
De onderstaande kaart toont de ligging van Prat-Bonrepaux met de belangrijkste infrastructuur en aangrenzende gemeenten.

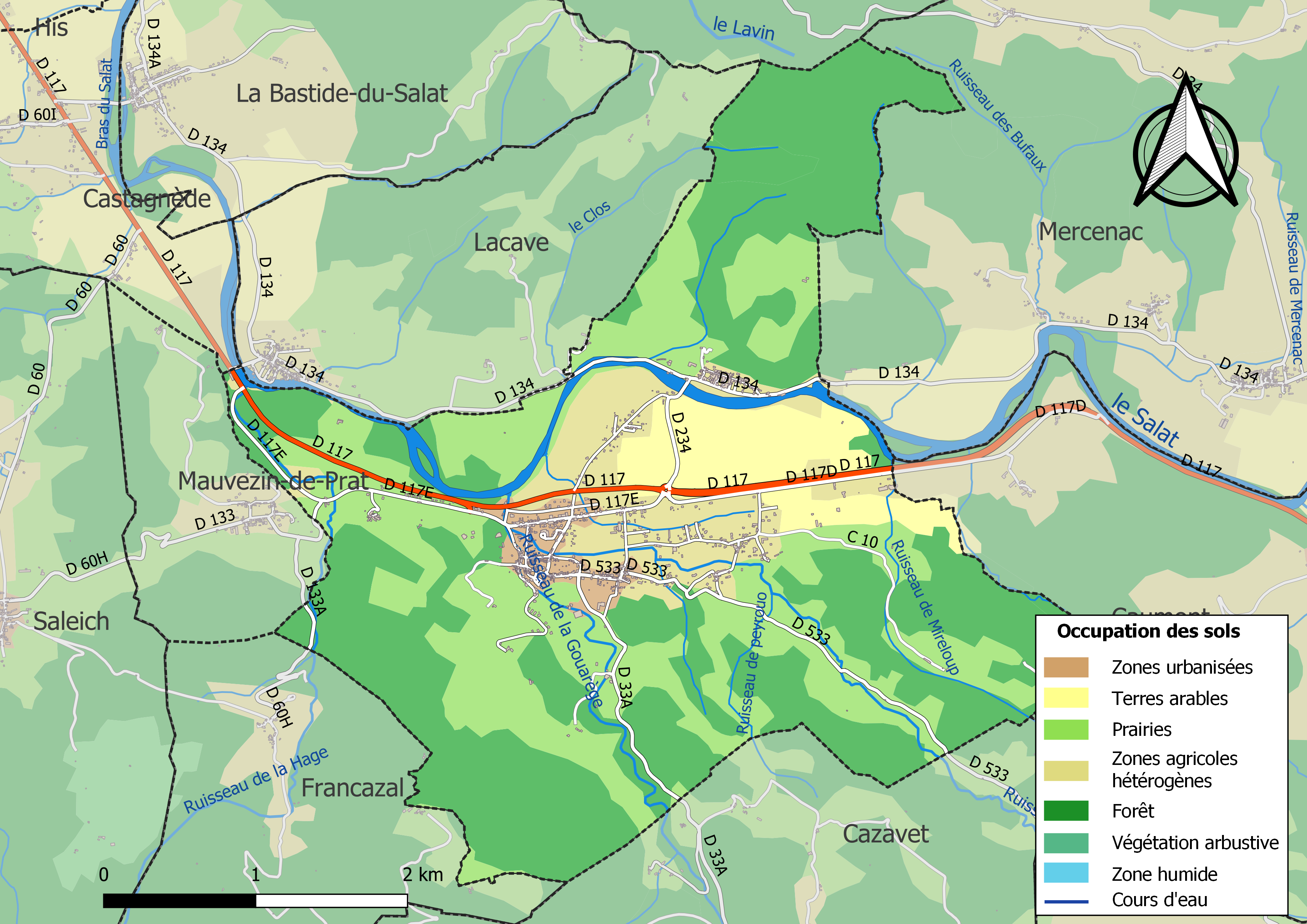

## Demografie
Onderstaande figuur toont het verloop van het inwonertal (bron: INSEE-tellingen).

Vanwege een beveiligingsprobleem met de MediaWiki Graph-software is het momenteel niet mogelijk deze grafiek weer te geven. Zodra de software is bijgewerkt zal de grafiek vanzelf weer zichtbaar worden.